# ロジャー・オールデン

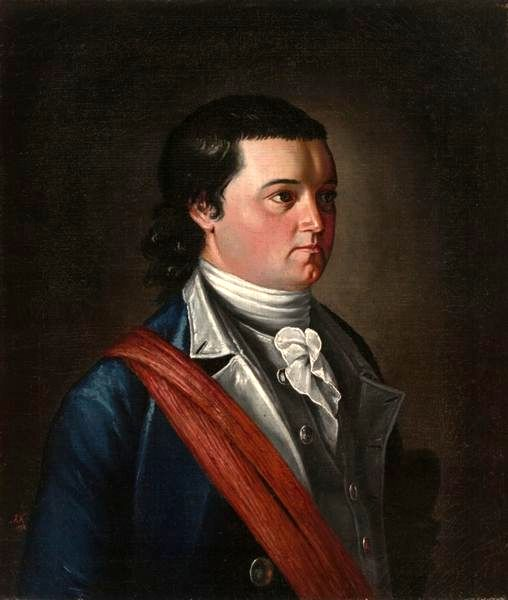
ロジャー・オールデン

ロジャー・オールデン（Roger Alden, 1754年2月11日 - 1836年11月5日）は、アメリカ合衆国の軍人。

## 生涯
1754年2月11日、オールデンはコネチカット植民地レバノンにおいて、ジョン・オールデン (John Alden, 1716-1764) とエリザベス・リプリー (Elizabeth Ripley, 1724-1811) の息子として誕生した。オールデンは1773年にイェール大学を卒業した。大学卒業後、オールデンは大陸軍のナサニエル・グリーンの補佐官となり、独立戦争に参加した。
1785年、オールデンは大陸会議において、外務副長官に選任された。
1790年1月、オールデンは国務省において首席事務官に任命された。オールデンは1790年7月まで首席事務官を務めた。
1795年、オールデンはニューヨーク植民地でホランド地域の代理人となり、ペンシルベニア植民地ミードヴィルに移り住んだ。オールデンは1825年までミードヴィルで暮らし、代理人を務めた。1825年1月20日、オールデンはニューヨーク州ウェストポイントの陸軍士官学校で武器管理官に任命された。オールデンはその後1836年に死去するまで、陸軍士官学校で武器管理官を務めた。
1836年11月5日、オールデンはニューヨーク州ウェストポイントにおいて死去した。